# Hélène de Troie (téléfilm, 2003)
Pour les articles homonymes, voir Hélène de Troie.

Hélène de Troie (Helen of Troy) est un téléfilm américain réalisé par John Kent Harrison en 2003. L'histoire, fondée sur la mythologie grecque et l’Iliade d'Homère, relate la vie d'Hélène, fille de Zeus et de Léda, dont l'amour adultère pour Pâris déclenche la guerre de Troie.

## Synopsis

### Première partie
Le téléfilm commence au moment où Pâris, fils de Priam et d'Hécube, souverains de Troie, est abandonné par ses parents et exposé sur le mont Ida à cause d'une prophétie de la jeune Cassandre qui annonce que l'enfant causera la destruction de la ville. Pâris est recueilli et élevé par un berger. Après une ellipse, l'histoire se poursuit à l'adolescence de Pâris : celui-ci, poursuivant une chèvre échappée de son troupeau, s'aventure dans une grotte où les déesses Héra, Athéna et Aphrodite lui apparaissent. Il s'agit du jugement de Pâris, à l'issue duquel Aphrodite lui promet l'amour de la plus belle femme du monde, Hélène de Sparte. Aphrodite fait apparaître devant Pâris le visage d'Hélène dans une étendue d'eau, et celle-ci, qui regarde dans un lac au même moment, le voit elle aussi. 
La scène se déplace alors à Sparte, où Hélène, fille du roi Tyndare et de la reine Léda et sœur de Clytemnestre, de Castor et de Pollux, est une adolescente encore inconsciente de sa beauté et de son futur rôle de princesse royale. Elle est particulièrement proche de Pollux qui veille sur elle. Peu après le mariage de Clytemnestre avec le roi de Mycènes Agamemnon, au cours duquel le frère d'Agamemnon, Ménélas, remarque la beauté d'Hélène, le roi d'Athènes, Thésée, arrive à Sparte incognito et enlève Hélène. Au cours de leur fuite dans la campagne, Thésée révèle à Hélène l'identité de son vrai père, Zeus, et lui parle de sa mère Léda qui s'est suicidée. Thésée laisse finalement Hélène repartir, mais Pollux le surprend et s'en prend à lui. Au cours de l'escarmouche qui s'ensuit, Thésée et Pollux s'entretuent. Tyndare, furieux de la mort de Pollux, qui était son seul héritier, désavoue publiquement Hélène devant les rois venus pour le mariage d'Agamemnon, et l'offre à qui en voudra. Conseillés par Ulysse, roi d'Ithaque, les souverains non encore mariés décident de tirer au sort le futur mari et prêtent serment de l'aider à faire respecter ses droits sur Hélène. Ménélas, déjà amoureux d'Hélène, gagne le tirage au sort par une coïncidence divine, non sans susciter la jalousie d'Agamemnon qui, bien que tout juste marié, n'est pas indifférent à la beauté d'Hélène. 
Pendant ce temps, à Troie, un taureau appartenant à Pâris lui est enlevé de force pour servir de prix aux concours sportifs organisés par le roi. Pâris, décidé à recouvrer son bien, se rend à Troie, s'inscrit aux jeux et se distingue par sa bravoure. Cassandre reconnaît Pâris, et celui-ci est finalement reconnu par Priam et Hécube, avec l'aide de son père adoptif qui leur montre les langes dans lesquelles il a trouvé l'enfant. Pâris, qui a failli s'entretuer avec son frère Hector lors de la dernière épreuve, est proclamé vainqueur des jeux et admis au sein de la famille royale. Peu après, il est envoyé à Sparte pour une mission diplomatique délicate auprès de Ménélas et d'Agamemnon. Celui-ci convoite depuis longtemps les richesses de Troie et sa position stratégique sur les routes commerciales. Pâris arrive au moment où Ménélas montre Hélène nue aux autres rois afin de prouver la valeur de leur serment. Pâris et Hélène se reconnaissent et tombent aussitôt amoureux. La paix proposée par Pâris est refusée et Agamemnon tente de le faire assassiner, mais Hélène l'avertit et l'ambassade troyenne prend la fuite. Au dernier moment, Hélène décide de suivre Pâris à Troie. Ménélas est furieux et Agamemnon tient un prétexte pour déclarer la guerre à Troie. Les rois liés par le serment rassemblent leurs armées à Aulis, mais la flotte y reste clouée deux mois par des vents défavorables. Le devin Calchas révèle à Agamemnon qu'il doit offrir lui-même sa fille Iphigénie en sacrifice à Artémis pour que la flotte puisse partir. La mort dans l'âme, Agamemnon sacrifie Iphigénie. L'armée peut partir pour Troie.

### Seconde partie

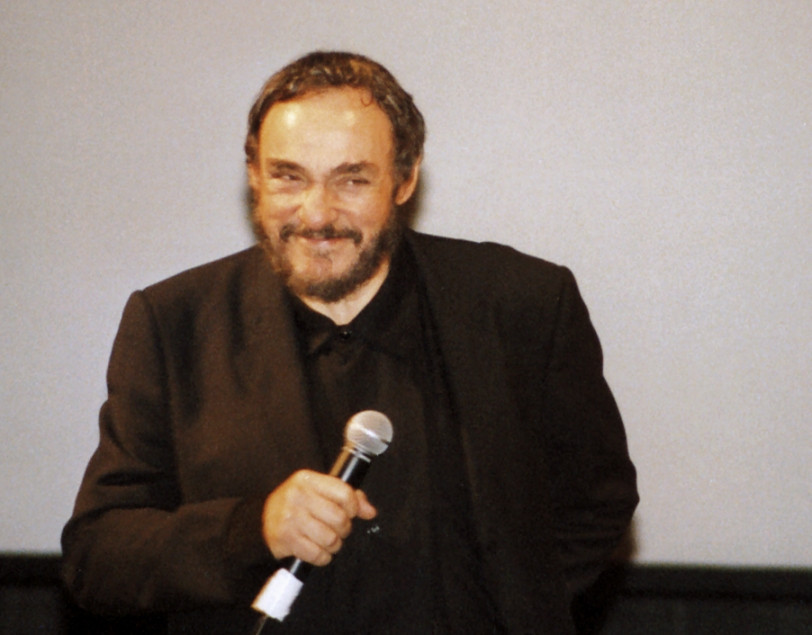
John Rhys-Davies (photo à Bonn en 2003), qui interprète Priam, le roi de Troie, avait joué le nain Gimli au cinéma dans la trilogie du Seigneur des Anneaux.

Pâris et Hélène arrivent à Troie après une navigation difficile et aperçoivent la flotte grecque qui arrive déjà. Ils gagnent le palais en urgence pour avertir Priam, que Pâris convainc d'accueillir Hélène. Malgré la demande de Ménélas et l'éloquence d'Ulysse, l'ambassade grecque n'obtient pas la restitution d'Hélène à son mari, car Priam est convaincu par l'amour mutuel du jeune couple et sait pertinemment qu'Agamemnon est décidé à prendre Troie même si Hélène est rendue à Ménélas. Les Grecs débarquent sur la plage de Troie lors d'une première bataille sanglante. Agamemnon et quelques autres tentent de pénétrer dans Troie en se déguisant pour se fondre dans le flot des marchands troyens qui se réfugient dans la citadelle, mais leur stratagème est finalement découvert et ils sont repoussés.
Comme l'avait prédit Cassandre, la guerre s'éternise. Après une ellipse, l'histoire reprend après dix ans de combats. Les deux camps sont à bout de forces et les soldats grecs perdent courage. Agamemnon propose de régler le conflit par un combat singulier entre Pâris et Ménélas. Les deux prétendants d'Hélène s'affrontent, mais Agamemnon a triché en enduisant de poison le fer du javelot de Ménélas : à peine blessé, Pâris perd ses forces. Engagés dans une ruelle d'un faubourg de Troie et masqués par une brume surnaturelle, les deux combattants disparaissent à la vue des deux armées et finissent par parler ensemble. Ménélas comprend la tricherie de son frère, et Pâris lui fait remarquer l'ambition dévorante d'Agamemnon. Ménélas et Pâris reparaissent finalement, vivants tous les deux. Hector dénonce la tricherie du poison, et se propose de prendre la place de Pâris pour un second combat singulier, cette fois contre Agamemnon. Mais c'est Achille qui s'avance pour combattre au nom du roi. Achille tue Hector brutalement et emporte son corps attaché derrière son char. La nuit venue, Hélène demande conseil à Cassandre sur le moyen de protéger Pâris et de mettre fin à la guerre. Celle-ci lui enjoint de se rendre à Agamemnon. Déguisée, Hélène se rend dans le camp grec et se rend à Agamemnon, mais celui-ci refuse tout compromis en rappelant le sacrifice de sa fille Iphigénie. Hélène s'enfuit et Agamemnon la poursuit. Pendant ce temps, Pâris s'est lui aussi risqué dans le campement grec et il défie Agamemnon en combat singulier. Une fois encore Achille s'avance pour se battre, mais Pâris le tue d'une flèche dans le talon. Pâris et Hélène regagnent Troie, mais Agamemnon, qui les a suivis, poignarde Pâris qui succombe.
Peu après, l'armée grecque se replie ostensiblement, en laissant derrière elle un gigantesque cheval de bois. Les Troyens hésitent, soupçonnant un piège, mais un traître, Sinon, parvient à les tromper en leur faisant croire qu'il s'agit d'une offrande à Athéna et que sa taille énorme est un défi aux Troyens, afin qu'ils ne puissent pas se l'approprier en la faisant entrer dans les murs de la ville. Priam ordonne alors de faire entrer le cheval dans Troie. La nuit venue, une avant-garde grecque, dissimulée dans le cheval, se répand dans la ville au signal donné par Sinon et va ouvrir les portes au reste de l'armée qui s'était seulement replié hors de vue. Les Grecs massacrent les Troyens et incendient la ville. Agamemnon investit le palais et tue Priam. Lorsqu'Hélène est capturée, Agamemnon la viole sous les yeux de Ménélas. Le lendemain, Clytemnestre arrive à Troie et apprend le sort infligé par Agamemnon à sa sœur. Pour venger Hélène et le meurtre d'Iphigénie, elle tue Agamemnon en le poignardant dans son bain après l'avoir enfermé dans un filet. Peu après, Ménélas trouve Hélène à l'endroit où est mort Pâris ; elle le conjure de la tuer, mais il refuse et tous deux quittent les ruines de Troie pour rentrer à Sparte.

## Fiche technique
- Titre : Hélène de Troie
- Titre original : Helen of Troy
- Réalisateur : John Kent Harrison
- Écrit par : Ronni Kern
- D'après : Homère (non crédité)
- Cinematography : Edward J. Pay
- Montage : Michael D. Ornstein
- Direction artistique : Ino Bonello, Bill Brownell, Masako Masuda, Adam O'Neill, Branimir Babic (non crédité)
- Conception des costumes : Van Broughton Ramsey
- Musique : Joel Goldsmith
- Producteur : Ted Kurdyla
- Coproducteur : Ronni Kern, Sam Nicholson, Dianna Oliva-Day
- Associé producteur : Judith Craig Marlin
- Producteur exécutif : Adam Shapiro
- Production : Fuel Entertainment
- Première diffusion : 20 avril 2003 sur USA Network
- Sortie en France :
- Durée : 175 minutes (en deux parties)

## Distribution
- Sienna Guillory (VF : Sybille Tureau) : Hélène
- Matthew Marsden (VF : Mathias Kozlowski) : Pâris
- Rufus Sewell (VF : Philippe Dumond) : Agamemnon
- John Rhys-Davies (VF : Benoît Allemane) : Priam, roi de Troie
- Maryam d'Abo (VF : Catherine Cyler) : Hécube, reine de Troie
- Emilia Fox (VF : Marie-Martine) : Cassandre
- James Callis (VF : Pierre-François Pistorio) : Ménélas
- Daniel Lapaine (VF : Cédric Dumond) : Hector
- Nigel Whitmey (en) (VF : Thierry Mercier) : Ulysse
- Stellan Skarsgård (VF : Marc Alfos) : Thésée
- Joe Montana (VF : Gabriel Ledoze) : Achille
- Katie Blake (VF : Marie-Madeleine Ledoze) : Clytemnestre
- Craig Kelly (VF : Philippe Sollier) : Pollux
- Manuel Cauchi (VF : Michel Tureau) : le père adoptif de Pâris
- Richard Durden (VF : Jean-Pierre Malardé) : Tynadare
- Jim Carter (VF : Marc Moro) : Pirithous
- Kristina Paris : Iphigénie
- Version française[1]
  - Société de doublage : Audiophase
  - Direction d'artistique : Michel Tureau
  - Adaptation Française : Rachel Campard

## Autour du film
Plusieurs films avaient été consacrés au personnage d'Hélène, notamment le film italo-américain Hélène de Troie (Helen of Troy) de Robert Wise en 1956.
Le téléfilm a été conçu et diffusé avant le film Troie de Wolfgang Petersen, qui n'est sorti qu'en 2004. Certains éléments, en particulier la représentation d'Agamemnon comme un conquérant mû par l'appât du gain, sont communs aux deux films.

## Analyse
Le téléfilm s'appuie sur plusieurs textes antiques et non sur la seule Iliade. En effet, le début de la vie d'Hélène, et notamment son enlèvement par Thésée, ne sont pas relatés directement chez Homère, mais sont connus par d'autres textes, comme l’Éloge d'Hélène de Gorgias (dont nous avons des fragments) ou celui d'Isocrate. De plus, le téléfilm relate l'ensemble de la guerre de Troie, tandis que l’Iliade n'en relate que quelques jours et se concentre sur la colère d'Achille contre Agamemnon, épisode qui n'est pas traité par le téléfilm. Le téléfilm s'appuie donc plutôt sur la matière du cycle troyen, un ensemble d'épopées dont la plupart sont perdues, et ne sont connues que par des fragments et des résumés datant des époques postérieures. Ainsi l'épisode de l'enlèvement d'Hélène était relaté dans les Chants cypriens et la prise de Troie dans Le Sac de Troie, mais l'épisode du cheval de Troie est aussi évoqué dans certains passages de l’Odyssée et dans le chant II de l’Énéide, l'épopée du poète romain Virgile qui se concentre sur le destin des survivants de Troie après la guerre. L'épisode du meurtre d'Agamemnon par son épouse Clytemnestre, quant à lui, est un épisode connu essentiellement par la tragédie grecque, en particulier par l’Agamemnon d'Eschyle.